# John Smith (attore)
John Smith, pseudonimo di Robert Errol Van Orden (Los Angeles, 6 marzo 1931 – Los Angeles, 25 gennaio 1995), è stato un attore statunitense.
È noto per aver interpretato il ruolo di Slim Sherman nella serie televisiva Laramie.

## Biografia
Di origini olandesi (era diretto discendente di Peter Stuyvesant, governatore dei Nuovi Paesi Bassi nel XVII secolo), figlio di Errol Van Orden, compì gli studi alla Susan Miller Dorsey High School e all'Università della California a Los Angeles. Durante gli anni giovanili giocò a football americano e pallacanestro, fu ginnasta e cantò in un gruppo musicale. Ingaggiato nel coro dei ragazzi di Robert Mitchell, apparve in quel ruolo, non accreditato, in alcuni film.
Nel 1950 entrò nella Metro Goldwyn Mayer firmando un contratto due anni più tardi quando ebbe un ruolo da co-protagonista (accanto a James Stewart) in Carabina Williams. Il suo agente, Henry Willson, lo convinse ad adottare il nome d'arte John Smith per la sua carriera (pubblicizzandolo come "il solo John Smith famoso nel business"), che proseguì in ruoli più importanti (qualcuno da protagonista) in film di guerra e in western fino al 1959, quando diradò le sue presenze sul grande schermo per concentrarsi sulla televisione.
Sul piccolo schermo si fece conoscere nel 1958, col ruolo dello sceriffo Lane Temple nei 26 episodi della serie Cimarron City, acquisendo grande popolarità l'anno successivo nell'interpretazione da protagonista di Slim Sherman in tutti gli episodi di Laramie, durata fino al 1963. Quando la serie venne cancellata, la casa di produzione propose all'attore un ruolo da protagonista in una serie gialla, ma declinò l'offerta.
Nel 1964 ritornò sul grande schermo con il film Il circo e la sua grande avventura, ma sul set ebbe dei forti contrasti col regista, Henry Hathaway, per ragioni rimaste sconosciute, e da quel momento l'attore non lavorò più a Hollywood, comparendo in un altro film e in alcune serie televisive, fino al 1978. Sposatosi nel 1960 con l'attrice Luana Patten, divorziò da lei quattro anni più tardi. Ebbe una figlia da una relazione extraconiugale. Morì nel gennaio del 1995, all'età di 63 anni, per cirrosi epatica e problemi cardiaci. Venne cremato e le sue ceneri furono sparse nell'oceano.

## Filmografia

### Cinema
- La mia via (Going My Way), regia di Leo McCarey (1944)
- Bells of Rosarita, regia di Frank McDonald (1945)
- Le campane di Santa Maria (The Bells of St. Mary's), regia di Leo McCarey (1945)
- Lo scandalo della sua vita (A Woman of Distinction), regia di Edward Buzzell (1950)
- The Guy Who Came Back, regia di Joseph M. Newman (1951)
- Carabina Williams (Carbine Williams), regia di Richard Thorpe (1952)
- Essi vivranno! (Battle Circus), regia di Richard Brooks (1953)
- The Affairs of Dobie Gillis, regia di Don Weis (1953)
- Prigionieri del cielo (The High and the Mighty), regia di William A. Wellman (1954)
- I sette ribelli (Twelve Angry Men), regia di Charles Marquis Warren (1955)
- Non siamo angeli (We're No Angels), regia di Michael Curtiz (1955)
- Wichita, regia di Jacques Tourneur (1955)
- La figlia dello sceicco (Desert Sands), regia di Lesley Selander (1955)
- Il grido di guerra di Nuvola Rossa (Ghost Town), regia di Allen H. Miner (1956)
- La soglia dell'inferno (The Bold and the Brave), regia di Lewis R. Foster (1956)
- I guerrieri di Alce Azzurro (Quincannon, Frontier Scout), regia di Lesley Selander (1956)
- Il ribelle torna in città (Rebel in Town), regia di Alfred L. Werker (1956)
- Hot Rod Girl, regia di Leslie H. Martinson (1956)
- La legge del Signore (Friendly Persuasion), regia di William Wyler (1956)
- Le donne degli ammutinati del Bounty (The Women of Pitcairn Island), regia di Jean Yarbrough (1956)
- La pista dei Tomahawks (Tomahawk Trail), regia di Lesley Selander (1957)
- La belva del Colorado (Fury at Showdown), regia di Gerd Oswald (1957)
- The Kettles on Old MacDonald's Farm, regia di Virgil W. Vogel (1957)
- La scure di guerra del capo Sioux (The Lawless Eighties), regia di Joseph Kane (1957)
- Il quadrato della violenza (The Crooked Circle), regia di Joseph Kane (1957)
- Handle with Care, regia di David Friedkin (1958)
- L'isola delle vergini (Island of Lost Women), regia di Frank Tuttle (1959)
- Il circo e la sua grande avventura (Circus World), regia di Henry Hathaway (1964)
- Waco, una pistola infallibile (Waco), regia di R.G. Springsteen (1966)
- Blood Legacy, regia di Carl Monson (1971)
- Justin Morgan Had a Horse, regia di Hollingsworth Morse (1972)

### Televisione
- Letter to Loretta – serie TV, un episodio (1953)
- La mia piccola Margie (My Little Margie) – serie TV, 2 episodi (1953-1955)
- The George Burns and Gracie Allen Show – serie TV, un episodio (1954)
- The Ford Television Theatre – serie TV, un episodio (1954)
- General Electric Theater – serie TV, un episodio (1954)
- Our Miss Brooks – serie TV, un episodio (1954)
- Stories of the Century – serie TV, un episodio (1955)
- Frontier – serie TV, un episodio (1955)
- The Millionaire – serie TV, un episodio (1956)
- Crossroads – serie TV, episodio 1x37 (1956)
- Papà ha ragione (Father Knows Best) – serie TV, un episodio (1956)
- Gunsmoke - serie TV, episodio 2x14 (1956)
- Wire Service – serie TV, episodio 1x17 (1957)
- Conflict – serie TV, episodio 1x12 (1957)
- Men of Annapolis – serie TV, episodi 1x04-1x05 (1957)
- Colt .45 – serie TV, 2 episodi (1957-1958)
- Telephone Time – serie TV, episodio 3x22 (1958)
- Mike Hammer – serie TV, un episodio (1958)
- Schlitz Playhouse of Stars – serie TV, un episodio (1958)
- Cimarron City – serie TV, 26 episodi (1958-1959)
- Alfred Hitchcock presenta (Alfred Hitchcock Presents) – serie TV, un episodio (1959)
- Laramie – serie TV, 122 episodi (1959-1963)
- The Rounders – serie TV, episodio 1x03 (1966)
- Hondo – serie TV, episodi 1x01-1x02-1x12 (1967)
- Le spie (I Spy) – serie TV, un episodio (1968)
- Il virginiano (The Virginian) – serie TV, 2 episodi (1968-1970)
- Marcus Welby (Marcus Welby, M.D.) – serie TV, 3 episodi (1971-1975)
- Adam-12 – serie TV, un episodio (1972)
- Disneyland – serie TV, un episodio (1972)
- Squadra emergenza (Emergency!) – serie TV, 2 episodi (1972)
- Pepper Anderson - Agente speciale (Police Woman) – serie TV, un episodio (1975)
- Project UFO – serie TV, un episodio (1978)

## Doppiatori italiani
Nelle versioni italiane dei suoi film, John Smith è stato doppiato da:
- Pino Locchi in Non siamo angeli
- Nino Pavese in Wichita
- Renato Turi in La legge del Signore
- Renzo Palmer in Il circo e la sua grande avventura
- Cesare Barbetti in Waco una pistola infallibile